# جاكلين دي جونغ
جاكلين دي جونغ (بالهولندية: Jacqueline de Jong)‏ هي رسامة هولندية، ولدت في 1939 في هينجيلو في هولندا.